# Padmé Amidala
Padmé Naberrie Amidala je fiktivní postava ze světa Star Wars. Nejdříve se objevila v Epizodě I – Skrytá hrozba a později v obou následujících dílech, její roli ztvárnila Natalie Portmanová. V původní sérii je pouze zmíněna.

## Život
Narodila se roku 48 BBY jako obyčejná dívka v horské vesnici na planetě Naboo. Patřila mezi geniální děti a od dětství vyrůstala v hlavním městě Theed. V sedmi letech vstoupila do Organizace pro podporu uprchlíků a ve dvanácti získala titul „princezny Theedu“. Její služebnou se stala Cordé. Ve čtrnácti letech už byla zvolena královnou Naboo namísto krále Veruny, jenž abdikoval, a přijala přídomek Amidala. Pět měsíců po nástupu na trůn se stala její planeta obětí obchodní blokády a byla okupována Obchodní federací. Padmé však během invaze unikla do hlavního města Galaktické Republiky, Coruscantu. Poté, co díky svým diplomatickým vlohám získala vojenskou pomoc na osvobození planety, dostal se do funkce Nejvyššího kancléře Palpatine, senátor Naboo. Po osmi letech, které představují dvě volební období panovníků jejího domovského světa, (dále prodlužovat je protiústavní, pouze, chce-li změnit ústavu), získala funkci senátorky Naboo na sektoru Chommel od nově zvolené královny Jamilie. Na Coruscantu se pak zasazovala o udržení demokracie, vládu práva a mírové vypořádání se separatistickou Konfederací nezávislých světů. Roku 22 BBY si tajně vzala Anakina Skywalkera. V důsledku intrik kancléře Palpatina, který získal „zvláštní pravomoci“, vychází práce Padmé na zachování původní podoby Republiky naprázdno. Ve snaze o zlepšení tohoto stavu začala vytvářet skupinu senátorů zvanou Dvoutisícová delegace, jejíž hlasy však byly umlčeny. Zemřela po přestupu Anakina Skywalkera k temné straně síly, při porodu dvojčat Luka a Leii. Její tělo bylo navráceno na domovskou planetu.